# Euthore klenei
Euthore klenei – gatunek ważki z rodziny Polythoridae. Występuje w północno-zachodniej Ameryce Południowej; znany ze stanowisk w departamentach Valle del Cauca i Risaralda w zachodniej Kolumbii oraz miejsca typowego – nieznanej lokalizacji w Ekwadorze.